# ディアナ・ソレル
ディアナ・ソレルは、アニメ『∀ガンダム』の登場人物。担当声優は高橋理恵子。

## 人物
月世界を統治する女王で、主人公ロラン・セアックの憧れの存在。
1000年ほど前に生まれていながら19歳の肉体（外見）であり、正確な年齢は不明。俗に言う「月の千年女王」で、統治者として1～2年の公務と100年単位の人工睡眠とを繰り返している。その間、幾度か地球に降りたことがあり、その際に初代ウィル・ゲイムと恋仲になったものの、すれ違いが発生しディアナが人工睡眠に入ったため結ばれることは無かった。基本的に高潔で人間味あふれる人物だが、世間知らず。自制心が強く穏やかな性格。キエルと衣装を交換し合って楽しむなど、お茶目な一面も見せる。地球帰還作戦によって生じた多数の死傷者や避難民などへの態度から分かる通り、為政者としての責任感が強い。家族も親族もいないという設定。さらに側近の女官や知人などとも、それほど親しくはないらしい。
その真意を理解して貰えない「孤独な女王」であり、彼女の忠実なナイトは親衛隊長のハリー・オードと地球帰還民のロラン・セアックだけで、他の取り巻きたちはそれぞれに政治的な思惑や彼女の威を利用しようとする気の許せない存在。むしろ、一方的にロランを巡る恋敵と思っているソシエ・ハイムに対しての方が自然に接することが出来ている。
容姿、声に至るまでキエル・ハイムと瓜二つであるが、両者の間に血縁関係はなく、似ている理由は「偶然」とされる。肌はディアナが月のように青白く、キエルの方が少し日焼けしたような白い肌であり、目のハイライトはディアナが目立たず、キエルの方が目立つ。ただし、これらの演出は視聴者のためであり、作中の登場人物には見分けがつかない。
劇中ではほぼ戦時下であったが、なるべく平和的な解決を目指していた。平和的解決としての例外は第48話でギンガナム艦隊の駆逐を命じたのみである。一方で、ライフルを撃つ、ビームライフルについてロランに説明する、など立場上から軍事的知識は相応に豊富である。MSや戦艦の性能にも詳しく、ジャンダルムの脱出シャトルを操縦したこともある。
なお、地球へ降りた理由は、人工睡眠を止めることにより人として歳を取り生涯を全うさせ、人工睡眠を繰り返すムーンレィスにも生の喜びを教えるためである。地球帰還作戦はアグリッパ・メンテナーに反対されており、ディアナ地球帰還作戦後はアグリッパに月の支配権を掌握された。

## 政治的立場
父親が月の土壌改良に成功したことから、月世界で統治者の地位につく。月世界が君主制になった理由と、ディアナの不在中（人工睡眠中、地球滞在中）に機能する統治機構の概要は、明らかにされていない。
ムーンレィスからは半ば神格化され崇められているが、無論すべてのムーンレィスが全面的に恭順しているわけではない。劇中ではテテス・ハレに恨まれており、また地球帰還作戦をきっかけに家臣のフィル・アッカマン、アグリッパ・メンテナー、ギム・ギンガナム達には背かれ、クーデターが起こることになる。
月ではディアナへの信頼も君主制も維持されている様子で、月に帰還し黒歴史をゲンガナムに表示しゲンガナム内各地で暴動が起きた際にディアナが暴動を鎮圧させる演説を行った所、あっさりと沈静するほどである。
戦争終結後、ディアナと入れ替わったキエルが月に戻ると、ムーンレィスに女王として迎え入れられた。

## 終戦後（後日談）
終戦後、ムーンレィスがミリシャと和解すると、キエルと入れ替わりロランと共に地球で隠棲する。
これに関して書籍『∀の癒し』で監督の富野由悠季は、「なぜディアナがロランに自分を看取る事を頼んだか？」という事に少しだけ触れている。
最終話の脚本は何度も書き直された。第3稿まではもう少しディアナが肉体的に老いている事を描いていたが、最終稿ではディアナの肉体的変化を強調せず、杖をついたり声の調子をやや変えるなど、ほのめかす程度に表現されている。

### 関連作品での描かれ方
あきまんの漫画『∀ガンダム 月の風』では、かつて地球と袂を分かち外宇宙へと脱出したニュータイプ達の中から、先祖返りをおこして地球圏への帰還を試みた一団の人々を祖先に持つとされている。作中では、その祖先らしき人物も描かれている。
福井晴敏の小説『月に繭地には果実』では、自らもモビルアーマー「ムーン・バタフライ」に搭乗し、反旗を翻したアグリッパ・メンテナーたちと交戦状態に陥った末に重傷を負い、グエンを射殺して共に死亡している。
佐藤茂の小説『∀ガンダム』では、自ら搭乗した「月光蝶」でグエンが乗った「ブラックドール」と戦闘の末、共に軌道上から彼方の地に流れ落ちて、ウィルとキエルの兄妹をグエンとの間に授かる。
ときた洸一の漫画『∀ガンダム』では、ロランとの隠棲は描かれておらず、隠棲しているのか、女王のままでいるのか不明となっている。だが、リリ・ボルジャーノから「これから月と地球の新時代が上手くいくように、精一杯働いてもらう」と言われ、キエルもそれに協力を申し出ているため、キエルに補佐されつつ女王として政務を行っているとも思われる形になっている。
曽我篤士の漫画『∀ガンダム』では、ロランが行方不明となっており、地球で隠棲もせず、月でキエルと共に女王として、時折入れ替わりながら暮らしている。また、繰り返される人工睡眠で肉体は衰えており、体内のナノマシンのサポートにより生き長らえている事をロランに語り、ディアナの手を握ったロランはその手の冷たさに驚いている。

## ゲーム作品
- ガンダムウォー
  - カードで登場。

## 備考
- 「ディアナ」という名前を考案したスタッフは途中降板した（『∀の癒し』より）

## 評価
『愛と戦いのロボット 完全保存版』で発表されたアンケート「みんなで選ぶロボットアニメーションベスト100」では、「一番お気に入りのヒロインは？」で第43位にランクインした。